# California Military Department
Das California Military Department (CALGUARD) ist eine Behörde des US-Bundesstaats Kalifornien gemäß § 50 des California Military and Veterans Code.  Sie ist Gouverneur Gavin Newsom als Commander in Chief unterstellt und umfasst das Büro des Adjutant General, die California Army National Guard, die California Air National Guard, die kalifornische Staatsgarde (California State Guard) und die kalifornische Task Force für Jugend- und Gemeinschaftsprogramme (Task Force Torch).
Der Adjutant General (TAG), aktuell Major General David S. Baldwin, ist der militärische Befehlshaber aller Streitkräfte des Bundesstaates Kalifornien und nur dem Gouverneur unterstellt.
Die Begriffe California Military Department und California National Guard werden manchmal synonym verwendet. Im Gegensatz zu vielen anderen Bundesstaaten (z. B. Nevada und Arizona), deren Streitkräfte aus der Nationalgarde bestehen, verfügt Kalifornien aber auch über eine Staatsgarde, die unter der alleinigen Zuständigkeit des Bundesstaates operiert.

## Geschichte
Erste Milizverbände entstanden während des Mexikanisch-Amerikanischen Krieges von 1846 bis 1848. Die California Militia kämpfte im Civil War auf Seiten der Union. Die California Naval Militia wurde 1891 gegründet und u. a. im Spanisch-Amerikanischen Krieg eingesetzt.   Mit dem Militia Act 1903 wurde eine Vereinheitlichung der Milizen beschlossen und der Bundesregierung die hierfür erforderlichen Vollmachten eingeräumt. Zudem wurde geregelt, dass die Milizen im Kriegsfall und bei nationalen Notständen der Bundesregierung und damit dem Präsidenten als Oberbefehlshaber unterstellt werden können. Dies führte zur Gründung einer eigenen, nur dem Bundesstaat unterstellten California State Military Reserve. Sie war insbesondere während der beiden Weltkriege aktiv. Seit 2015 ist auch eine Naval Militia wieder aktiviert. Am 18. März 2017 hat die California State Guard dazu das Maritime Support Command (MARSCOM) gegründet. Zum 1. Juli 2019 wurde die California State Military Reserve in California State Guard umbenannt.